# Arumuganeri
Arumuganeri är en ort i Indien.   Den ligger i distriktet Thoothukkudi och delstaten Tamil Nadu, i den södra delen av landet, 2 200 km söder om huvudstaden New Delhi. Arumuganeri ligger 7 meter över havet och antalet invånare är 25 151.
Terrängen runt Arumuganeri är mycket platt. Havet är nära Arumuganeri åt nordost.  Närmaste större samhälle är Kayalpattinam, 3,2 km öster om Arumuganeri. Omgivningarna runt Arumuganeri är en mosaik av jordbruksmark och naturlig växtlighet.